# Pietradefusi
Pietradefusi est une commune italienne de la province d'Avellino, dans la région Campanie.

## Administration
| Période                                  | Période | Identité | Étiquette | Qualité |
| ---------------------------------------- | ------- | -------- | --------- | ------- |
|                                          |         |          |           |         |
| Les données manquantes sont à compléter. |         |          |           |         |

### Hameaux
il y a beaucoup de hameaux, ils sont: 
- Sant'Elena Irpina
- Dentecane
- Scivolatoio
- Vertecchia
- Contrada San Sabino
- Sant'Angelo a Cancelli
- Pappaceci
- Contrada Casamondisi

### Communes limitrophes
Calvi, Montefusco, Montemiletto, San Nazzaro, Torre Le Nocelle, Venticano.